# Wipperdorf

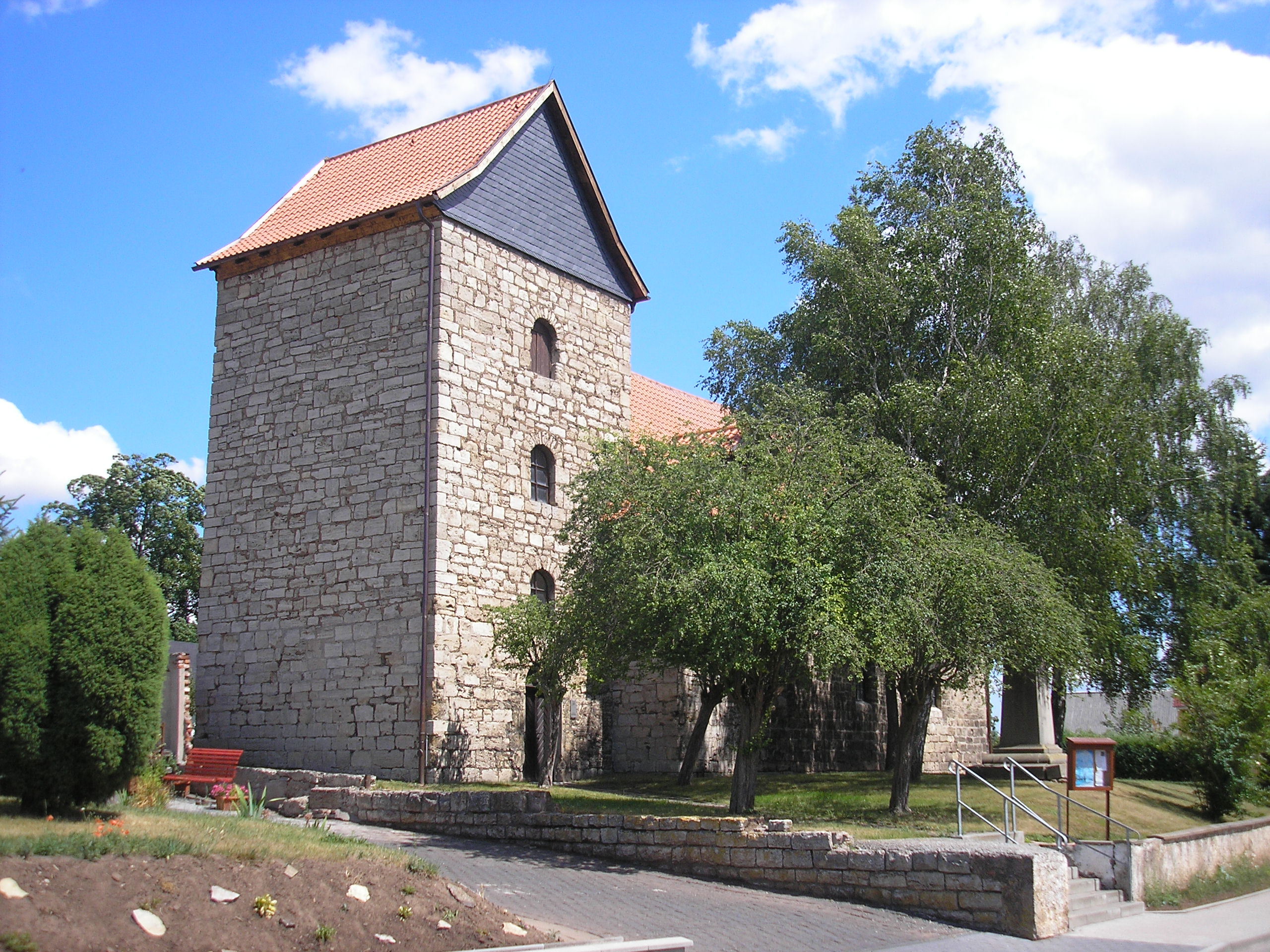
Kirche im Ortsteil Oberdorf

Wipperdorf ist ein Ortsteil der Stadt und Landgemeinde Bleicherode im Landkreis Nordhausen in Thüringen. Sie umfasst die drei historischen Ortsteile Mitteldorf, Oberdorf und Pustleben. Von 1952 bis 2019 bildeten diese Dörfer zusammen eine eigenständige Gemeinde.

## Geografie
Das Straßendorf Wipperdorf liegt im Tal der namensgebenden Wipper, südlich der Bahnstrecke Halle–Hann. Münden, zwischen Bleicherode im Westen und der A 38 im Osten.

## Geschichte
Wipperdorf/Oberdorf wurde 1262 erstmals nachweislich urkundlich als „Roldesleiben“ erwähnt. Für 1336 ist die unterschiedliche Benennung der beiden Ortsteile nachweisbar, da das heutige Mitteldorf in einem Zehntbuch als „Roldysleiben inferiori“ geführt wird. Die Benennung in Mittel- und Oberdorf setzte sich erst zu Beginn des 17. Jahrhunderts durch.
Der moderne Name entstand 1950, beim Zusammenschluss der bis dahin selbstständigen Gemeinden Mitteldorf und Pustleben. 1952 kam die Gemeinde Oberdorf hinzu.
Von 1993 bis 2018 gehörte Wipperdorf der Verwaltungsgemeinschaft Hainleite an. Zum 1. Januar 2019 schlossen sich die Gemeinden Wipperdorf, Friedrichsthal, Kleinbodungen, Kraja, Hainrode, Nohra, Etzelsrode und Wolkramshausen sowie die Stadt Bleicherode zur neuen Stadt und Landgemeinde Bleicherode zusammen.

## Politik

### Ortsbürgermeister
Ortsbürgermeister ist seit der Kommunalwahl 2024 Joachim Leßner von der Freiwilligen Feuerwehr und den Freien Wählern.

### Wappen der ehemaligen Gemeinde
Beschreibung: „Ein rotes Schild, geteilt durch einen silbernen Wellenbalken, unten ein und oben zwei sechsstrahlige silberne Sterne.“
Es symbolisiert die drei Orte Pustleben, Mittel- und Oberdorf.

## Infrastruktur
Nördlich des Orts befindet sich auf dem Hintersten Berg (289 m ü. NN) ein Windpark mit 10 Windkraftanlagen und einer Nennleistung von knapp 19 MW. In Oberdorf befindet sich außerdem ein Solarpark und ein großer Agrarbetrieb, der aus einer Landwirtschaftlichen Produktionsgenossenschaft hervorging. In Mitteldorf befindet sich ein kleines Einkaufszentrum mit Supermarkt, Arztpraxis, Bäckereiverkaufsstelle, Sparkassen-Filiale und Post-Station. 
Die Landesstraße 1034 verläuft aus Sondershausen kommend durch die drei Orte nach Kehmstedt und weiter in nördlicher Richtung zur B 243 bei Mackenrode. Südöstlich der Ansiedlung verläuft die Bundesautobahn 38. Der Haltepunkt Wipperdorf im historischen Ortsteil Pustleben liegt an der Bahnstrecke Halle (S.)–Kassel.

## Persönlichkeiten
- Christian Konrad Wilhelm von Dohm (* 11. Dezember 1751 in Lemgo; † 29. Mai 1820 in Pustleben), preußischer Diplomat und Schriftsteller.
- Walther Schreiber (* 10. Juni 1884 in Pustleben; † 30. Juni 1958 in Berlin), Politiker und regierender Bürgermeister Berlins.

## Regelmäßige Veranstaltungen
Die Kirmes in Oberdorf und Mitteldorf wird jeweils am vierten Oktoberwochenende durchgeführt. Die Kirmes in Pustleben findet am fünften Oktober- bzw. ersten Novemberwochenende statt.